# Spätfrühling
Als Spätfrühling bezeichnet man in der Meteorologie die Endphase des Frühlings, im Allgemeinen die Zeit von Ende April bis Ende Mai. Nach anderen Konzepten beschreibt es speziell Ende Mai/Anfang Juni, beziehungsweise als Vollfrühling in der Phänologie die volle Entfaltung in der Vegetationsperiode.
Meteorologischer Sommerbeginn ist – aus statistischen Gründen – der 1. Juni. Das letzte Drittel des Frühlings leitet vom Mittfrühling um die Frühlings-Tag-und-Nacht-Gleiche herum in den Frühsommer über. Es ist in mittleren Breiten schon von Wärme geprägt, das Ende des Frühlings zeigt aber in Mitteleuropa eine charakteristische Singularität, die Eisheiligen (nominell 11.–15. Mai).

Hermann Flohn hat in den 1940ern speziell die Zeit der Hochdrucklage nach den Eisheiligen, etwa von 15.–20. Mai als Vorfrühling (abgekürzt Fv) definiert. Andere Autoren haben dann auch einen Ersten und Zweiten Spätfrühling festgelegt, vor und nach den Eisheiligen.
Der „phänologische Kalender“ bestimmt das tatsächliche Eintreten des Vegetationsbeginns im Jahr. Um das messen zu können, bestimmt man Zeigerpflanzen und/oder charakteristisches Tierverhalten, über das man statistisch das Fortschreiten von Süd nach Nord ermitteln kann (Isochronenmodell), und wie weit das Jahr vor Ort im Vergleich zu anderen fortgeschritten ist. Der Vollfrühling als Phänologische Jahreszeit startet in Europa meist Ende Februar im Südwesten von Portugal und erreicht ca. 90 Tage später das etwa 3.600 km entfernte Finnland. Er zieht in Europa also mit ca. 40 km pro Tag nordwärts. In Mitteleuropa tritt er um Anfang April ein, in höheren Lagen auch viel später.
Der Vollfrühling ist gekennzeichnet durch: 
- Blüte von Kulturapfel und Flieder, später auch der Himbeere. Die Stieleichen treiben Blätter.
- Auf den Feldern gehen Futterrüben, Kartoffeln und Wintergetreide auf.

Im chinesischen „Bauernkalender“, der 24 Untergliederungen umfasst, und, obschon er eher für Nordchina gilt, in ganz China üblich ist, umfasst der Vollfrühling etwa die Zeit von ‚Lichte Klarheit‘ (auch als ‚Glanz und Schein‘ übersetzbar, chinesisch 清明, Pinyin qīngmíng) am 4./5. April über ‚Getreideregen (Kornregen)‘ (穀雨,  gǔyǔ), dem 20./21. April, bis ‚Sommeranfang‘ (立夏,  lìxià) mit 5./6. Mai. Guyu ist die Zeit der Getreidesaat. Dass Sommeranfang auf Anfang Mai liegt, zeigt das andersgeartete Klima des (han-)chinesischen Kulturraums: Er ist kontinentaler geprägt als Europa, und die Hitze setzt früher ein.